# Ronald Larêche
Ronald Larêche est un homme d'État haïtien, président du Sénat du 14 février 2016, au 13 janvier 2017, précédemment vice-président du Sénat du 14 janvier au 21 juillet 2016,. Il est sénateur du Nord-Est.